# Club Atlético River Plate 1940
Questa voce raccoglie le informazioni riguardanti il Club Atlético River Plate nelle competizioni ufficiali della stagione 1940.

## Stagione
Il River Plate accumulò tre sconfitte e un pareggio nelle prime quattro giornate prima di ottenere il primo successo, il 5 maggio sul Rosario Central per 2-0. Nel prosieguo del campionato, la squadra dimostrò un rendimento poco continuo, ma fu comunque protagonista di vittorie larghe, tanto che la compagine di Núñez registrò il miglior attacco, con 92 gol fatti.

## Maglie e sponsor
| Casa | Trasferta |

## Rosa
| N. |                      | Ruolo | Calciatore              |
| -- | -------------------- | ----- | ----------------------- |
|    | Uruguay (bandiera)   | P     | Juan Besuzzo            |
|    | Spagna (bandiera)    | P     | Gregorio Blasco         |
|    | Argentina (bandiera) | P     | Antonio Oscar Rodríguez |
|    | Argentina (bandiera) | P     | Sebastián Sirni         |
|    | Spagna (bandiera)    | D     | Serafín Aedo            |
|    | Argentina (bandiera) | D     | Antonio Blanco          |
|    | Argentina (bandiera) | D     | Alberto Cuello          |
|    | Argentina (bandiera) | D     | Luis Antonio Ferreyra   |
|    | Argentina (bandiera) | D     | Mario Filippo           |
|    | Argentina (bandiera) | D     | Carlos Santamaría       |
|    | Argentina (bandiera) | D     | Ricardo Vaghi           |
|    | Argentina (bandiera) | D     | Aarón Wergifker         |
|    | Argentina (bandiera) | D     | Norberto Yácono         |
|    | Spagna (bandiera)    | C     | Leonardo Cilaurren      |
|    | Argentina (bandiera) | C     | José Minella            |
|    | Argentina (bandiera) | C     | José Ramos              |

| N. |                      | Ruolo | Calciatore            |
| -- | -------------------- | ----- | --------------------- |
|    | Argentina (bandiera) | C     | Bruno Rodolfi         |
|    | Argentina (bandiera) | C     | Fernando Sánchez      |
|    | Argentina (bandiera) | A     | Roberto Aballay       |
|    | Perù (bandiera)      | A     | Jorge Alcalde         |
|    | Argentina (bandiera) | A     | Roberto D'Alessandro  |
|    | Argentina (bandiera) | A     | Aristóbulo Deambrossi |
|    | Argentina (bandiera) | A     | Oscar Díaz            |
|    | Argentina (bandiera) | A     | Alberto Gallo         |
|    | Argentina (bandiera) | A     | Ángel Labruna         |
|    | Argentina (bandiera) | A     | José Manuel Moreno    |
|    | Argentina (bandiera) | A     | Juan Carlos Muñoz     |
|    | Argentina (bandiera) | A     | Adolfo Pedernera      |
|    | Argentina (bandiera) | A     | Carlos Peucelle       |
|    | Argentina (bandiera) | A     | Luis Rongo            |
|    | Argentina (bandiera) | A     | Gregorio Samaniego    |

## Statistiche

### Statistiche di squadra
| Competizione     | Punti | Totale | Totale | Totale | Totale | Totale | Totale | DR  |
| Competizione     | Punti | G      | V      | N      | P      | Gf     | Gs     | DR  |
| ---------------- | ----- | ------ | ------ | ------ | ------ | ------ | ------ | --- |
| Primera División | 42    | 34     | 17     | 8      | 9      | 92     | 54     | +38 |
| Totale           | -     |        |        |        |        |        |        | -   |